# Joan de Flandes
|  | No s'ha de confondre amb el pintor Juan de Flandes. |

Joan de Dampierre o Joan de Flandes (en neerlandès Jan van Vlaanderen, en francès Jean de Flandres) (nascut envers 1250 - castell d'Anhive prop de Namur, 14 d'octubre de 1291) ja fou prebost de Sant Donacià a Bruges a l'edat de 10/11 anys, bisbe de Metz de 1280 al 1282 i príncep-bisbe del principat de Lieja del 31 d'octubre de 1282 fins a la seva mort.
Joan era el fill de Guiu de Dampierre, comte de Flandes en primeres núpcies amb Matilde de Bethune.
Estudià dret canònic a la universitat de París i començà la seva carrera eclesiàstica com a prebost del capítols de Sant Pere de Lilla i de Sant Donat de Bruges. El papa Nicolau III va nomenar-lo bisbe de Metz el 2 de gener de 1280. Tot i que aquest càrrec no l'interessa gaire les rendes li van permetre d'adquirir terres a Flandes.
El 31 d'octubre de 1282 el papa Martí IV va anomenar-lo príncep-bisbe del principat de Lieja quan el capítol no va poder acordar-se entre els candidats Bouchard d'Avesnes i Guillem d'Alvèrnia. El 1285 Joan va tenir problemes amb el tercer estat de Lieja quan van voler introduir la fermeté, un impost sobre el consum que no va agradar gaire ni al poble ni al clergat. Va haver de retreure's amb la seva clerecia a Huy durant vint-i-dos mesos. Joan I de Brabant va haver de mitjançar fins que al 7 d'agost de 1287 va concloure's el tractat anomenat la pau dels clergues.
Va tornar a Lieja i aliar-se amb Joan I de Brabant contra Renaud I de Gueldre, el que va contribuir a la victòria de ducat de Brabant a la batalla de Woeringen i la fi de la guerra de successió del ducat de Limburg. El 1288, va ser segrestat durant una caça i quedar captiu durant cinc mesos. Incapaç d'administrar el seu feu, va haver de confiar-ne la gestió a son pare Guiu.
Va morir el 14 d'octubre 1291 al castell d'Enhaive prop de Namur i lo van sebollir a Flines prop de Douai. Després de la seva mort, va caldre quatre anys abans que el capítol va acordar-se per a proposar al papa Bonifaci VIII un successor, Hug III de Chalon.